# バレッタ (乃木坂46の曲)
『バレッタ』は、日本の女性アイドルグループ乃木坂46の楽曲。2013年11月27日に乃木坂46の7作目のシングルとしてN46Div.から発売された。秋元康が作詞、サイトウヨシヒロが作曲した。楽曲のセンターポジションは堀未央奈が初めて務めた。

## 背景とリリース

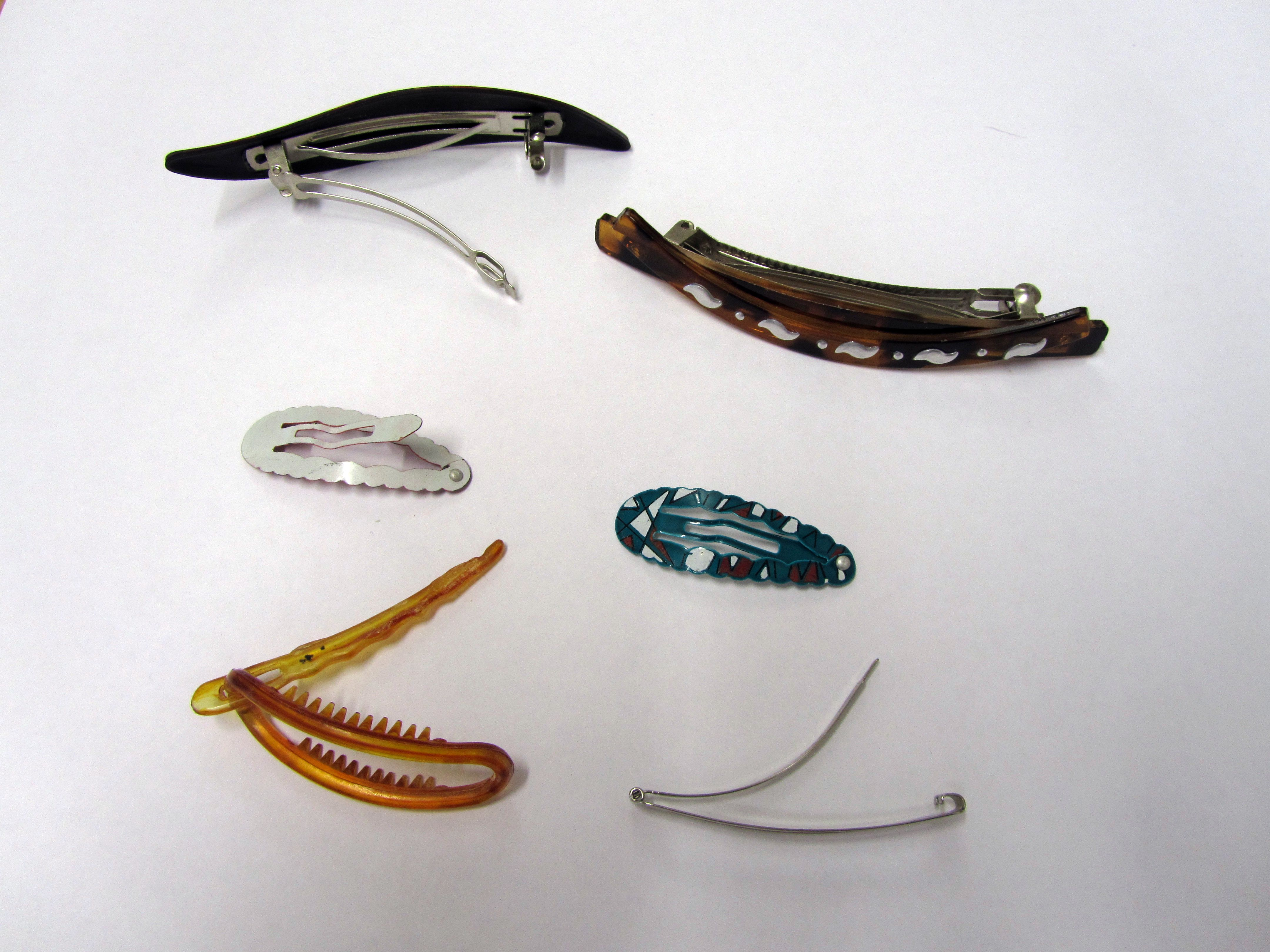
バレッタ

DVD付属のType-A・B・C、CDのみの通常盤と『NARUTO -ナルト- 疾風伝』オープニングテーマを収録したアニメ「NARUTO」盤の5形態で発売。前作で表題曲センターを務めた白石麻衣に代わり、本作のセンターは2013年5月に乃木坂46に加入した研究生の堀未央奈が選ばれ、乃木坂46史上初めて研究生がセンターを務めた。市來玲奈は学業のため本作に参加していないが、本作のType-CのDVDには市來の個人ムービーが収録されている。

## プロモーション
ヒット祈願キャンペーンとして『乃木坂って、どこ?』で選抜メンバー17名全員が滝行を行った。メンバーは4チーム「の」「ぎ」「ざ」「か」に分かれ、くじ引きで群馬、岩手、沖縄、神奈川の滝へと向かった。チーム「の」の生駒里奈、高山一実（体調不良で欠席）、松村沙友理、若月佑美は群馬県の棚下不動で滝行を行ったが生駒里奈は水でパニックとなり、リタイアした。チーム「か」の伊藤万理華、桜井玲香、白石麻衣、橋本奈々未は神奈川の大乗院滝郷で滝行を行った。

## アートワーク
| Type-A 表 | 生駒里奈・堀未央奈・生田絵梨花                                                                 |
| Type-A 裏 | 選抜メンバー                                                                                   |
| Type-B 表 | 橋本奈々未・松村沙友理・白石麻衣                                                               |
| Type-B 裏 | 選抜メンバー                                                                                   |
| Type-C 表 | 桜井玲香・西野七瀬・若月佑美                                                                   |
| Type-C 裏 | 選抜メンバー                                                                                   |
| 通常盤 表 | 桜井玲香・若月佑美・西野七瀬・白石麻衣・堀未央奈・橋本奈々未・松村沙友理・生駒里奈・生田絵梨花 |
| 通常盤 裏 | 選抜メンバー                                                                                   |

CDジャケットのコンセプトは「乃木坂46のたまり場」で、Type-Aには生田絵梨花・生駒里奈・堀未央奈、Type-Bには白石麻衣・橋本奈々未・松村沙友理、Type-Cには桜井玲香・西野七瀬・若月佑美、通常盤には八福神メンバーに堀を加えた9人が並ぶ。2013年10月中旬に東京都福生市のダイナーで撮影された。コンセプトに沿った自然なシチュエーションを作り込むため、撮影にはメンバーの私物のメイク道具を使用したほか、それぞれのキャラクターに合わせた制服が用意された。撮影は今城純が担当した。

## チャート成績
本作は2013年12月9日付のオリコン週間CDシングルランキングで初登場1位を獲得した。オリコン週間CDシングルランキングにおける乃木坂46のシングルの1位獲得は「おいでシャンプー」から6作連続、通算6作目となった。初週推定売上は39万5127枚を記録し、前作「ガールズルール」が記録した約33万7000枚を上回り、自己最高記録を更新した。

## ミュージック・ビデオ
バレッタ
監督：江湖広二、クリエイティブディレクター：権八成裕、振付：LICO
「制服は最強」をテーマに、捕まった仲間を助けるために普段着から制服に着替えた瞬間、女の子たちは最強の存在になることが描かれている。銃撃戦の撮影シーンはメンバーが初体験だったため、銃の取り扱いに関する説明から始まり、銃の音と光に頭で分かっていてもメンバーは驚いてしまい苦労した。ダンスシーンでは新センターの堀に歩き方一つ一つまで細かい指導と演出が入った。撮影日の一日目が堀の誕生日だったため、撮影の合間をぬって誕生日を祝い、和気あいあいとした雰囲気で撮影が進んだ。敵役は手塚とおる、闇クラブの支配人役は服部桂吾が務めた。
月の大きさ
監督：大久保拓朗
撮影は日光江戸村で行われ、時代劇をテーマにメンバーが剣士やくノ一、姫、踊り子、町娘などに扮し、架空の物語の予告篇的内容となっている。「海外の学生が独特な日本観で撮ったもの」という狙いで細かいことには拘らず「あえてそれっぽく、でも可愛く、かっこよく撮ろう」ということを心がけ、古い時代劇映画やテレビ番組を参考にどのような照明やカメラワークが使用されていたのかを研究して撮影に臨んだ。
そんなバカな・・・
監督：丸山健志
2013年10月下旬、千葉県鴨川市にある文理開成高等学校で撮影され、エキストラ役として生徒や保護者が出演した。秋元康が「アイドル部」という設定を提案し、くだらないことを一生懸命にやることで発生するコミカルさを追求した。いきなりセンターになった堀未央奈を受け入れて「これから楽しくなっていくんだろうな」というワクワク感が演出されている。
初恋の人を今でも
監督：田所貴司
栃木県那須郡那須町にある「那須ステンドグラス美術館 セント・ラファエル礼拝堂」と「おだぎりガーデン」で撮影され、星野みなみが初恋の人の幻影を追いかける内容になっている。

## メディアでの使用
月の大きさ
『NARUTO -ナルト- 疾風伝』（テレビ東京）のアニメ第14期オープニング・テーマソング。

## シングル収録トラック

### Type-A
| #         | タイトル                                   | 作詞      | 作曲             | 編曲               | 時間  |
| --------- | ------------------------------------------ | --------- | ---------------- | ------------------ | ----- |
| 1.        | 「バレッタ」                               | 秋元康    | サイトウヨシヒロ | 若田部誠           | 4:19  |
| 2.        | 「月の大きさ」                             | 秋元康    | 古川貴浩         | 古川貴浩           | 3:56  |
| 3.        | 「私のために 誰かのために」                | 秋元康    | 杉山勝彦         | 杉山勝彦・有木竜郎 | 5:14  |
| 4.        | 「バレッタ off vocal ver.」                |           | サイトウヨシヒロ | 若田部誠           | 4:19  |
| 5.        | 「月の大きさ off vocal ver.」              |           | 古川貴浩         | 古川貴浩           | 3:56  |
| 6.        | 「私のために 誰かのために off vocal ver.」 |           | 杉山勝彦         | 杉山勝彦・有木竜郎 | 5:13  |
| 合計時間: | 合計時間:                                  | 合計時間: | 合計時間:        | 合計時間:          | 26:59 |

| #         | タイトル                                | 作詞      | 作曲・編曲 | 監督       | 時間 |
| --------- | --------------------------------------- | --------- | ---------- | ---------- | ---- |
| 1.        | 「バレッタ Music Video」                |           |            | 江湖広二   | 9:35 |
| 2.        | 「月の大きさ Music Video」              |           |            | 大久保拓朗 | 4:31 |
| 3.        | 「生田絵梨花×佐久間正英」               |           |            | 佐久間正英 | 6:06 |
| 4.        | 「斉藤優里×山田篤宏」                   |           |            | 山田篤宏   | 4:05 |
| 5.        | 「高山一実×中村太洸」                   |           |            | 中村太洸   | 4:15 |
| 6.        | 「永島聖羅×林辰郎」                     |           |            | 林辰郎     | 2:42 |
| 7.        | 「畠中清羅×山岸聖太」                   |           |            | 山岸聖太   | 4:05 |
| 8.        | 「樋口日奈×長崎愛」                     |           |            | 長崎愛     | 4:05 |
| 9.        | 「堀未央奈×柳沢翔」                     |           |            | 柳沢翔     | 4:42 |
| 10.       | 「松村沙友理×岩崎う大（かもめんたる）」 |           |            | 岩崎う大   | 4:13 |
| 11.       | 「若月佑美×ZUMI」                       |           |            | ZUMI       | 4:07 |
| 12.       | 「和田まあや×林隆行」                   |           |            | 林隆行     | 4:06 |
| 13.       | 「2期生紹介①」                          |           |            | 伊藤衆人   | 6:15 |
| 合計時間: | 合計時間:                               | 合計時間: | 62:47      |            |      |

### Type-B
| #         | タイトル                              | 作詞      | 作曲             | 編曲         | 時間  |
| --------- | ------------------------------------- | --------- | ---------------- | ------------ | ----- |
| 1.        | 「バレッタ」                          | 秋元康    | サイトウヨシヒロ | 若田部誠     | 4:19  |
| 2.        | 「月の大きさ」                        | 秋元康    | 古川貴浩         | 古川貴浩     | 3:56  |
| 3.        | 「そんなバカな・・・」                | 秋元康    | Akira Sunset     | Akira Sunset | 4:29  |
| 4.        | 「バレッタ off vocal ver.」           |           | サイトウヨシヒロ | 若田部誠     | 4:19  |
| 5.        | 「月の大きさ off vocal ver.」         |           | 古川貴浩         | 古川貴浩     | 3:56  |
| 6.        | 「そんなバカな・・・ off vocal ver.」 |           | Akira Sunset     | Akira Sunset | 4:28  |
| 合計時間: | 合計時間:                             | 合計時間: | 合計時間:        | 合計時間:    | 25:30 |

| #         | タイトル                           | 作詞      | 作曲・編曲 | 監督               | 時間  |
| --------- | ---------------------------------- | --------- | ---------- | ------------------ | ----- |
| 1.        | 「バレッタ Music Video」           |           |            | 江湖広二           | 9:35  |
| 2.        | 「そんなバカな・・・ Music Video」 |           |            | 丸山健志           | 10:06 |
| 3.        | 「生駒里奈×熊坂出」                |           |            | 熊坂出             | 6:05  |
| 4.        | 「伊藤寧々×山本ワタル」            |           |            | 山本ワタル         | 3:20  |
| 5.        | 「井上小百合×宮地昌幸」            |           |            | 宮地昌幸           | 4:03  |
| 6.        | 「川村真洋×佐藤亜美」              |           |            | 佐藤亜美           | 3:51  |
| 7.        | 「齋藤飛鳥×戸塚富士丸」            |           |            | 戸塚富士丸         | 4:41  |
| 8.        | 「斎藤ちはる×中島望」              |           |            | 中島望             | 4:19  |
| 9.        | 「西野七瀬×大来優・鳥巣智行」      |           |            | 大来優・鳥巣智行   | 3:21  |
| 10.       | 「能條愛未×池田一真」              |           |            | 池田一真           | 4:07  |
| 11.       | 「橋本奈々未×中島和哉・菊池浩史」  |           |            | 中島和哉・菊池浩史 | 4:04  |
| 12.       | 「深川麻衣×丸林良彰」              |           |            | 丸林良彰           | 4:04  |
| 13.       | 「2期生紹介②」                     |           |            | 伊藤衆人           | 6:16  |
| 合計時間: | 合計時間:                          | 合計時間: | 67:52      |                    |       |

### Type-C
| #         | タイトル                            | 作詞      | 作曲                                 | 編曲                                 | 時間  |
| --------- | ----------------------------------- | --------- | ------------------------------------ | ------------------------------------ | ----- |
| 1.        | 「バレッタ」                        | 秋元康    | サイトウヨシヒロ                     | 若田部誠                             | 4:19  |
| 2.        | 「月の大きさ」                      | 秋元康    | 古川貴浩                             | 古川貴浩                             | 3:56  |
| 3.        | 「初恋の人を今でも」                | 秋元康    | Hiroki Sagawa from Asiatic Orchestra | Hiroki Sagawa from Asiatic Orchestra | 3:45  |
| 4.        | 「バレッタ off vocal ver.」         |           | サイトウヨシヒロ                     | 若田部誠                             | 4:19  |
| 5.        | 「月の大きさ off vocal ver.」       |           | 古川貴浩                             | 古川貴浩                             | 3:56  |
| 6.        | 「初恋の人を今でも off vocal ver.」 |           | Hiroki Sagawa from Asiatic Orchestra | Hiroki Sagawa from Asiatic Orchestra | 3:44  |
| 合計時間: | 合計時間:                           | 合計時間: | 合計時間:                            | 合計時間:                            | 24:01 |

| #         | タイトル                         | 作詞      | 作曲・編曲 | 監督       | 時間 |
| --------- | -------------------------------- | --------- | ---------- | ---------- | ---- |
| 1.        | 「バレッタ Music Video」         |           |            | 江湖広二   | 9:35 |
| 2.        | 「初恋の人を今でも Music Video」 |           |            | 田所貴司   | 4:06 |
| 3.        | 「秋元真夏×青山裕企」            |           |            | 青山裕企   | 3:55 |
| 4.        | 「伊藤万理華×湯浅弘章」          |           |            | 湯浅弘章   | 5:40 |
| 5.        | 「衛藤美彩×福居英晃」            |           |            | 福居英晃   | 4:23 |
| 6.        | 「川後陽菜×山崎連基」            |           |            | 山崎連基   | 3:56 |
| 7.        | 「桜井玲香×岡川太郎」            |           |            | 岡川太郎   | 4:48 |
| 8.        | 「白石麻衣×Ray」                 |           |            | Ray        | 5:26 |
| 9.        | 「中田花奈×金秀峯」              |           |            | 金秀峯     | 5:20 |
| 10.       | 「中元日芽香×石田真」            |           |            | 石田真     | 4:05 |
| 11.       | 「星野みなみ×大久保拓朗」        |           |            | 大久保拓朗 | 4:07 |
| 12.       | 「大和里菜×東海広宜」            |           |            | 東海広宜   | 3:03 |
| 13.       | 「2期生紹介③」                   |           |            | 伊藤衆人   | 6:08 |
| 14.       | 「市來玲奈」                     |           |            | 今野義雄   | 2:19 |
| 合計時間: | 合計時間:                        | 合計時間: | 66:51      |            |      |

### 通常盤
| #         | タイトル                        | 作詞      | 作曲             | 編曲      | 時間  |
| --------- | ------------------------------- | --------- | ---------------- | --------- | ----- |
| 1.        | 「バレッタ」                    | 秋元康    | サイトウヨシヒロ | 若田部誠  | 4:19  |
| 2.        | 「月の大きさ」                  | 秋元康    | 古川貴浩         | 古川貴浩  | 3:56  |
| 3.        | 「やさしさとは」                | 秋元康    | 古川貴浩         | 古川貴浩  | 4:42  |
| 4.        | 「バレッタ off vocal ver.」     |           | サイトウヨシヒロ | 若田部誠  | 4:19  |
| 5.        | 「月の大きさ off vocal ver.」   |           | 古川貴浩         | 古川貴浩  | 3:56  |
| 6.        | 「やさしさとは off vocal ver.」 |           | 古川貴浩         | 古川貴浩  | 4:40  |
| 合計時間: | 合計時間:                       | 合計時間: | 合計時間:        | 合計時間: | 25:54 |

### アニメ盤
| #         | タイトル                      | 作詞      | 作曲             | 編曲      | 時間  |
| --------- | ----------------------------- | --------- | ---------------- | --------- | ----- |
| 1.        | 「バレッタ」                  | 秋元康    | サイトウヨシヒロ | 若田部誠  | 4:19  |
| 2.        | 「月の大きさ」                | 秋元康    | 古川貴浩         | 古川貴浩  | 3:56  |
| 3.        | 「月の大きさ 〜アニメ版〜」   | 秋元康    | 古川貴浩         | 古川貴浩  | 1:29  |
| 4.        | 「バレッタ off vocal ver.」   |           | サイトウヨシヒロ | 若田部誠  | 4:19  |
| 5.        | 「月の大きさ off vocal ver.」 |           | 古川貴浩         | 古川貴浩  | 3:56  |
| 合計時間: | 合計時間:                     | 合計時間: | 合計時間:        | 合計時間: | 17:59 |

## 歌唱メンバー

### バレッタ
（センター：堀未央奈）
- 3列目：伊藤万理華、衛藤美彩、齋藤飛鳥、秋元真夏、深川麻衣、中元日芽香、川後陽菜、高山一実[33]
- 2列目：桜井玲香、生田絵梨花、生駒里奈、若月佑美[33]
- 1列目：西野七瀬、白石麻衣、堀未央奈、橋本奈々未、松村沙友理[33]

八福神+1は、生田絵梨花、生駒里奈、桜井玲香、白石麻衣、西野七瀬、橋本奈々未、堀未央奈、松村沙友理、若月佑美。堀は初選抜にして初センター、若月は初の福神、衛藤・川後・中元が初選抜。齋藤飛鳥は4thシングル以来約11か月ぶりの選抜復帰。また、前作選抜メンバーだった井上小百合・斉藤優里・中田花奈・星野みなみが選抜から外れた。

### 月の大きさ
（センター：堀未央奈）
- 1期生：秋元真夏、生田絵梨花、生駒里奈、伊藤万理華、衛藤美彩、川後陽菜、齋藤飛鳥、桜井玲香、白石麻衣、高山一実、中元日芽香、西野七瀬、橋本奈々未、深川麻衣、松村沙友理、若月佑美[17]
- 2期生：堀未央奈[17]

歌唱メンバーは、表題曲の選抜メンバーと同じ。

### 私のために 誰かのために
（センター：白石麻衣）
- 1期生：衛藤美彩、川村真洋、桜井玲香、白石麻衣、高山一実[17]

### そんなバカな・・・
（センター：堀未央奈）
- 1期生：秋元真夏、生田絵梨花、生駒里奈、伊藤万理華、井上小百合、衛藤美彩、川後陽菜、齋藤飛鳥、斉藤優里、桜井玲香、白石麻衣、高山一実、中田花奈、中元日芽香、西野七瀬、橋本奈々未、樋口日奈、深川麻衣、星野みなみ、松村沙友理、若月佑美[18]
- 2期生：堀未央奈[18]

### 初恋の人を今でも
（センター：星野みなみ）
- 1期生：伊藤寧々、井上小百合、川村真洋、斎藤ちはる、斉藤優里、永島聖羅、中田花奈、能條愛未、畠中清羅、樋口日奈、星野みなみ、大和里菜、和田まあや[19]

アンダーメンバーによる楽曲。

### やさしさとは
（センター：橋本奈々未）
- 1期生：生田絵梨花、中元日芽香、西野七瀬、能條愛未、橋本奈々未、松村沙友理、若月佑美[20]